# Oberpfälzer Jura
Oberpfälzer Jura (også (fejlagtigt) betegnet Bayerischer Jura) er den del af Fränkische Alb der ligger i Regierungsbezirk Oberpfalz; begge områder er en del af Jurabjergene.
De strækker sig over den vestlige del af landkreis Amberg-Sulzbach, Landkreis Neumarkt in der Oberpfalz og det nordlige af Landkreis Regensburg samt dele af Landkreis Kelheim. Mod vest danner floden Sulz, mod syd Altmühl og Donau, og mod øst Naab-dalen naturlige grænser for området.
Det højeste punkt, både i og i det samlede Fränkische Jura er det 652 m høje Poppberg i kommunen Birgland.
Større vandløb er Lauterach, Vils, die Weiße og Schwarze Laber, samt Pegnitz.

## Literatur
- Bernhard Setzwein, Günter Moser, Othmar Perras: Silberdistelland (Bildband), Buch & Kunstverlag Oberpfalz, Amberg 1998